# アンナ・クルニコワ
アンナ・クルニコワ （Anna Kournikova, ロシア語:  А́нна Серге́евна Ку́рникова, 1981年6月7日 - ）は、ロシア・モスクワ出身の女子プロテニス選手。WTAツアーでシングルスの優勝はないが、ダブルスで16勝を挙げた。シングルス自己最高ランキングは8位。彼女のいとこにあたるエフゲニー・コロレフもプロテニス選手になった。

## 来歴
5歳からテニスを始め、モスクワ市内にある名門「スパルタクラブ」でテニスを学ぶ。（同じ年の幼なじみとしてアナスタシア・ミスキナやエレーナ・デメンチェワがいた。）早熟な才能はたちまち評判になり、1992年2月からアメリカ・フロリダ州の「ニック・ボロテリー・テニスアカデミー」に留学した。ジュニア時代には1995年の「オレンジボウル選手権」の優勝などがある。同年に14歳でプロ転向。
1996年の全米オープンで、クルニコワは15歳で4大大会にデビューを果たす。予選を勝ち上がり、本戦の4回戦で第1シードのシュテフィ・グラフに挑戦した。1997年のウィンブルドンでベスト4に進出し、準決勝でマルチナ・ヒンギスとの“16歳対決”に敗れる。1998年3月の「リプトン国際選手権」でWTAツアー初の決勝進出を果たすが、ビーナス・ウィリアムズとの“10代対決の決勝”に敗れた。同年6月中旬、ウィンブルドン選手権の前哨戦・イーストボーンの準々決勝で、長期の故障から復帰したばかりのシュテフィ・グラフを 6-7, 6-3, 6-4 のフルセットで破った。ところが、この試合中にクルニコワは指を痛め、ウィンブルドンの出場断念を余儀なくされた。
その後、クルニコワのテニス成績は期待されたほど伸びず、4大大会のシングルスではほとんど4回戦止まりであった。1997年ウィンブルドンベスト4以後の4大大会成績は、2001年の全豪オープンベスト8がある。
クルニコワは女子テニスツアーでのシングルス優勝はなく、人気先行のイメージを払拭することが出来なかった。2003年5月を最後に、クルニコワはツアーイベントへの出場が途絶えてしまった。

アンナ・クルニコワとマルチナ・ヒンギス

ダブルスでのクルニコワは、全豪オープンで1999年と2002年の2度女子ダブルス部門で優勝がある。パートナーはどちらも親友のマルチナ・ヒンギスと組んだ。クルニコワとヒンギスのペアは、1999年全仏オープンの女子ダブルス決勝でビーナスとセリーナのウィリアムズ姉妹組に敗れた準優勝もある。混合ダブルスでは、クルニコワは1999年のウィンブルドンでヨナス・ビョルクマンと組み、2000年の全米オープンではマックス・ミルヌイと組んで活躍したが、どちらも準優勝止まりに終わった。
モデルとしても活躍し、彼女が表紙を飾るファッション雑誌類は普段の号よりもはるかに多く売れたという。また、そのルックスから、女性であるにもかかわらず、2003年に水泳のイアン・ソープ、サッカーのアレッサンドロ・デルピエロ、デビッド・ベッカム、中田浩二とともに、adidas社によって“世界イケメン5傑”に選出されている。“女子テニス界の妖精”と評された。
インターネット・ブラウザの検索希望数ではマイケル・ジョーダンやタイガー・ウッズをさえ上回った時期があった。2001年初頭には彼女の人気につけこんで「クルニコワ・ウイルス」（ファイル名「AnnaKournikova.jpg」のコンピュータウイルス）がインターネット上に流されたほどである。2002年には歌手のエンリケ・イグレシアスのミュージックビデオに出演し、彼との交際が続いている。2017年12月、双子を出産している。
クルニコワは2010年にアメリカ国籍を取得し、ロシアとの二重国籍になった。

## WTAツアー決勝進出結果

### シングルス: 4回 (0勝4敗)
| 大会グレード         |
| -------------------- |
| グランドスラム (0–0) |
| ティア I (0–3)       |
| ティア II (0–0)      |
| ティア III (0–0)     |
| ティア IV & V (0–1)  |

| 結果   | No. | 決勝日         | 大会             | サーフェス        | 対戦相手               | スコア        |
| ------ | --- | -------------- | ---------------- | ----------------- | ---------------------- | ------------- |
| 準優勝 | 1.  | 1998年3月29日  | マイアミ         | ハード            | ビーナス・ウィリアムズ | 6–2, 1–6, 4–6 |
| 準優勝 | 2.  | 1999年4月4日   | ヒルトン・ヘッド | クレー            | マルチナ・ヒンギス     | 3–6, 4–6      |
| 準優勝 | 3.  | 2000年10月29日 | モスクワ         | カーペット (室内) | マルチナ・ヒンギス     | 3–6, 1–6      |
| 準優勝 | 4.  | 2002年9月15日  | 上海             | ハード            | アンナ・スマシュノワ   | 2–6, 3–6      |

### ダブルス: 28回 (16勝12敗)
| 結果   | No. | 決勝日         | 大会                 | サーフェス        | パートナー                       | 対戦相手                                                          | スコア              |
| ------ | --- | -------------- | -------------------- | ----------------- | -------------------------------- | ----------------------------------------------------------------- | ------------------- |
| 準優勝 | 1.  | 1995年9月24日  | モスクワ             | カーペット (室内) | アレクサンドラ・オルシャ         | メレディス・マグラス ラリサ・ネーランド                           | 0–6, 1–6            |
| 準優勝 | 2.  | 1998年2月15日  | パリ                 | カーペット (室内) | ラリサ・ネーランド               | サビーネ・アペルマンス ミリアム・オレマンス                       | 6–1, 3–6, 6–7(3)    |
| 準優勝 | 3.  | 1998年3月1日   | リンツ               | カーペット (室内) | ラリサ・ネーランド               | アレクサンドラ・フセ ナタリー・トージア                           | 3–6, 6–3, 4–6       |
| 優勝   | 1.  | 1998年9月27日  | 東京                 | ハード            | モニカ・セレシュ                 | メアリー・ジョー・フェルナンデス アランチャ・サンチェス・ビカリオ | 6–4, 6–4            |
| 準優勝 | 4.  | 1998年10月11日 | フィルダーシュタット | ハード (室内)     | アランチャ・サンチェス・ビカリオ | リンゼイ・ダベンポート ナターシャ・ズベレワ                       | 4–6, 2–6            |
| 優勝   | 2.  | 1999年1月30日  | 全豪オープン         | ハード            | マルチナ・ヒンギス               | リンゼイ・ダベンポート ナターシャ・ズベレワ                       | 7–5, 6–3            |
| 優勝   | 3.  | 1999年3月14日  | インディアンウェルズ | ハード            | マルチナ・ヒンギス               | メアリー・ジョー・フェルナンデス ヤナ・ノボトナ                   | 6–2, 6–2            |
| 優勝   | 4.  | 1999年5月9日   | ローマ               | クレー            | マルチナ・ヒンギス               | アレクサンドラ・フセ ナタリー・トージア                           | 6–2, 6–2            |
| 準優勝 | 5.  | 1999年6月6日   | 全仏オープン         | クレー            | マルチナ・ヒンギス               | セリーナ・ウィリアムズ ビーナス・ウィリアムズ                     | 3–6, 7–6(2), 6–8    |
| 優勝   | 5.  | 1999年6月20日  | イーストボーン       | 芝                | マルチナ・ヒンギス               | ヤナ・ノボトナ ナターシャ・ズベレワ                               | 6–4, 途中棄権       |
| 準優勝 | 6.  | 1999年8月11日  | スタンフォード       | ハード            | エレーナ・リホフツェワ           | リンゼイ・ダベンポート コリーナ・モラリュー                       | 4–6, 4–6            |
| 優勝   | 6.  | 1999年11月21日 | ニューヨーク         | カーペット (室内) | マルチナ・ヒンギス               | ラリサ・ネーランド アランチャ・サンチェス・ビカリオ               | 6–4, 6–4            |
| 優勝   | 7.  | 2000年1月3日   | ゴールドコースト     | ハード            | ジュリー・アラール＝デキュジス   | サビーネ・アペルマンス リタ・グランデ                             | 6–3, 6–0            |
| 準優勝 | 7.  | 2000年3月19日  | インディアンウェルズ | ハード            | ナターシャ・ズベレワ             | リンゼイ・ダベンポート コリーナ・モラリュー                       | 2–6, 3–6            |
| 優勝   | 8.  | 2000年5月7日   | ハンブルク           | クレー            | ナターシャ・ズベレワ             | ニコル・アレント マノン・ボーラグラフ                             | 6–7(5), 6–2, 6–4    |
| 準優勝 | 8.  | 2000年8月6日   | サンディエゴ         | ハード            | リンゼイ・ダベンポート           | リサ・レイモンド レネ・スタブス                                   | 6–4, 3–6, 6–7(6)    |
| 優勝   | 9.  | 2000年10月8日  | フィルダーシュタット | ハード (室内)     | マルチナ・ヒンギス               | アランチャ・サンチェス・ビカリオ バルバラ・シェット               | 6–4, 6–2            |
| 優勝   | 10. | 2000年10月15日 | チューリッヒ         | カーペット (室内) | マルチナ・ヒンギス               | キンバリー・ポー アン＝ゲイル・シド                               | 6–3, 6–4            |
| 準優勝 | 9.  | 2000年10月29日 | モスクワ             | カーペット (室内) | マルチナ・ヒンギス               | ジュリー・アラール＝デキュジス 杉山愛                             | 6–4, 4–6, 6–7(5)    |
| 優勝   | 11. | 2000年11月12日 | フィラデルフィア     | カーペット (室内) | マルチナ・ヒンギス               | リサ・レイモンド レネ・スタブス                                   | 6–2, 7–5            |
| 優勝   | 12. | 2000年11月19日 | ニューヨーク         | カーペット (室内) | マルチナ・ヒンギス               | ニコル・アレント マノン・ボーラグラフ                             | 6–2, 6–3            |
| 優勝   | 13. | 2001年1月14日  | シドニー             | ハード            | バルバラ・シェット               | リサ・レイモンド レネ・スタブス                                   | 6–2, 7–5            |
| 準優勝 | 10. | 2001年2月4日   | 東京                 | カーペット (室内) | イロダ・ツルヤガノワ             | リサ・レイモンド レネ・スタブス                                   | 6–7(5), 6–2, 6–7(6) |
| 準優勝 | 11. | 2001年8月5日   | サンディエゴ         | ハード            | マルチナ・ヒンギス               | カーラ・ブラック エレーナ・リホフツェワ                           | 4–6, 6–1, 4–6       |
| 優勝   | 14. | 2001年10月7日  | モスクワ             | カーペット (室内) | マルチナ・ヒンギス               | エレーナ・デメンチェワ リナ・クラスノルツカヤ                     | 7–6(1), 6–3         |
| 準優勝 | 12. | 2002年1月13日  | シドニー             | ハード            | マルチナ・ヒンギス               | リサ・レイモンド レネ・スタブス                                   | 不戦敗              |
| 優勝   | 15. | 2002年1月27日  | 全豪オープン         | ハード            | マルチナ・ヒンギス               | ダニエラ・ハンチュコバ アランチャ・サンチェス・ビカリオ           | 6–2, 6–7(4), 6–1    |
| 優勝   | 16. | 2002年9月15日  | 上海                 | ハード            | ジャネット・リー                 | 杉山愛 藤原里華                                                   | 7–5, 6–3            |

## 4大大会シングルス成績
略語の説明
| W | F | SF | QF | #R | RR | Q# | LQ | A | Z# | PO | G | S | B | NMS | P | NH |

W=優勝, F=準優勝, SF=ベスト4, QF=ベスト8, #R=#回戦敗退, RR=ラウンドロビン敗退, Q#=予選#回戦敗退, LQ=予選敗退, A=大会不参加, Z#=デビスカップ/BJKカップ地域ゾーン, PO=デビスカップ/BJKカッププレーオフ, G=オリンピック金メダル, S=オリンピック銀メダル, B=オリンピック銅メダル, NMS=マスターズシリーズから降格, P=開催延期, NH=開催なし.
| 大会           | 1996 | 1997 | 1998 | 1999 | 2000 | 2001 | 2002 | 2003 | 通算成績 |
| -------------- | ---- | ---- | ---- | ---- | ---- | ---- | ---- | ---- | -------- |
| 全豪オープン   | A    | 1R   | 3R   | 4R   | 4R   | QF   | 1R   | 2R   | 13–7     |
| 全仏オープン   | A    | 3R   | 4R   | 4R   | 2R   | A    | 1R   | A    | 9–5      |
| ウィンブルドン | A    | SF   | A    | 4R   | 2R   | A    | 1R   | A    | 9–4      |
| 全米オープン   | 4R   | 2R   | 4R   | A    | 3R   | A    | 1R   | A    | 12–5     |